# Mårten Eskil Winge
Mårten Eskil Winge (1825-1896) foi um pintor sueco especialmente conhecido por suas pinturas da mitologia nórdica.

## Biografia
Nascido em Estocolmo, Mårten Eskil Winge era filho do reitor e vigário Isaac Martin Winge e de Andrietta Sophia Rothman. Winge foi educado na Uppsala Cathedral School, passando seu studentexamen em 1846, após o qual ele se tornou um aprendiz de pintura com P.E. Wallander em Estocolmo. No ano seguinte, ele se matriculou na Real Academia Sueca de Belas Artes. Enquanto estudava lá, ele trabalhou no correio e pintou retratos para uma renda adicional. Ele se interessou pelas sagas nórdicas antigas enquanto crescia, e durante seus estudos, seus elaborados desenhos sobre tópicos nórdicos atraíram a atenção. Entre outras coisas, ele ilustrou Nordens Guder do poeta e dramaturgo dinamarquês Adam Oehlenschläger (1779-1850) e os poemas do príncipe herdeiro Charles Fosterbröderna (1848) Heidi, Gylfes dotter (1852) e En vikingasaga (1855). Ele também foi atraído pelo Gothicismus, o movimento na Suécia sob a influência do romantismo nacional para reivindicar os nórdicos como ancestrais heróicos; junto com seu colega e amigo, August Malmström (1829–1901), ele reviveu motivos da história e lendas nórdicas.
Em 1856, Winge tornou-se aluno de Johan Christoffer Boklund (1817-1880) na recém-criada escola de pintura da Real Academia Sueca. No ano seguinte, ele recebeu uma Medalha Real por sua pintura do Rei Carlos X no leito de morte de Axel Oxenstierna (1583-1654) e recebeu uma bolsa de três anos que lhe permitiu fazer uma viagem de campo de Düsseldorf a Paris, onde estudou com Thomas Couture (1815-1879) e onde ele visitou o Louvre para copiar The Wise Men in Bethlehem de Peter Paul Rubens. O estipêndio foi estendido por mais três anos, e em 1859 ele fez uma viagem para Roma antes de retornar à Suécia em 1863.
Em 1864, Winge tornou-se membro da Academia de Artes e, eventualmente, após vários empregos como professor de desenho, professor. Em 1865 ele abriu uma escola de pintura em seu ateliê e em 1877 voltou para a Itália. Roma deu-lhe grandes experiências artísticas e inspiração.
Winge criou várias pinturas sobre tópicos lendários e mitológicos nórdicos na década de 1860, que atraiu muito interesse e aprovação. Pela primeira vez após seu retorno à Suécia, a despedida de Hjalmar para Örvar-Oddr após a Batalha de Samsø, Carlos XV, agora rei, ajudou com a paisagem. A Luta de Seu Thor com os Gigantes (1872), considerada uma "imagem típica do Deus do Trovão do século XIX", foi encomendada e comprada por Carlos XV, que também comprou Kraka (1862). Está na coleção do Nationalmuseumem Estocolmo, onde Winge pintou oito dos retratos de artistas para o teto.
No início da década de 1870, ele foi contratado para produzir retábulos para várias igrejas. Ele também pintou decorações para o palácio Bolinderska (hoje parte do Grand Hôtel em Estocolmo) e para o Castelo Kulla Gunnarstorp na Scania. Em seus últimos anos, ele fez várias pinturas de ondas quebrando na costa do mar.

## Galeria

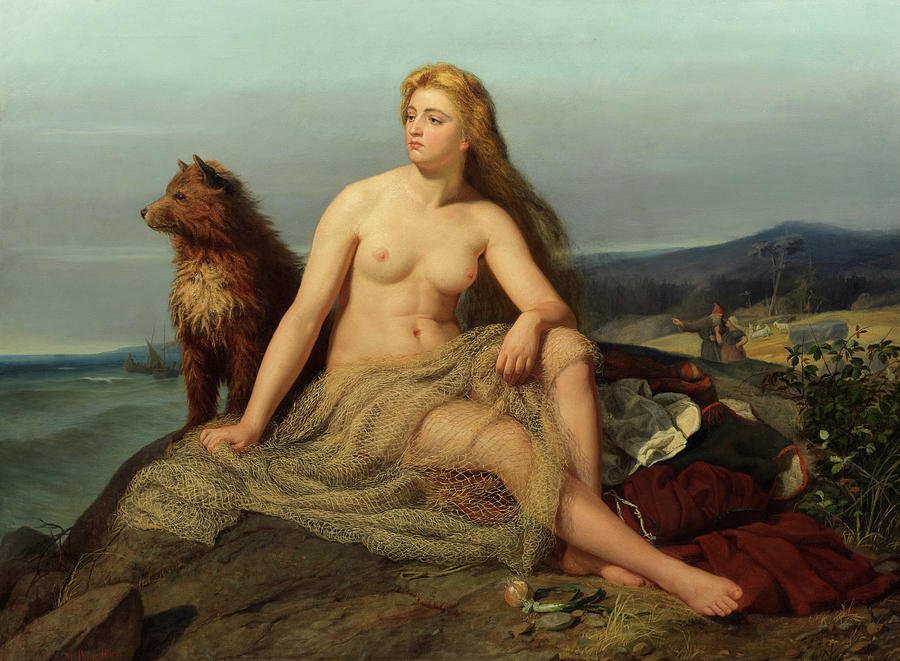
Kråka 1862
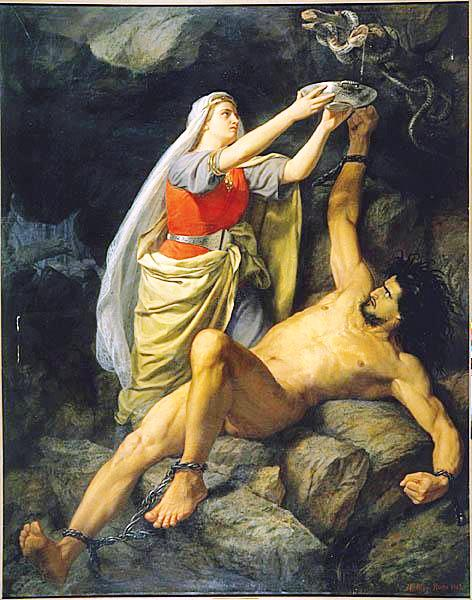
Loke och Sigyn 1863
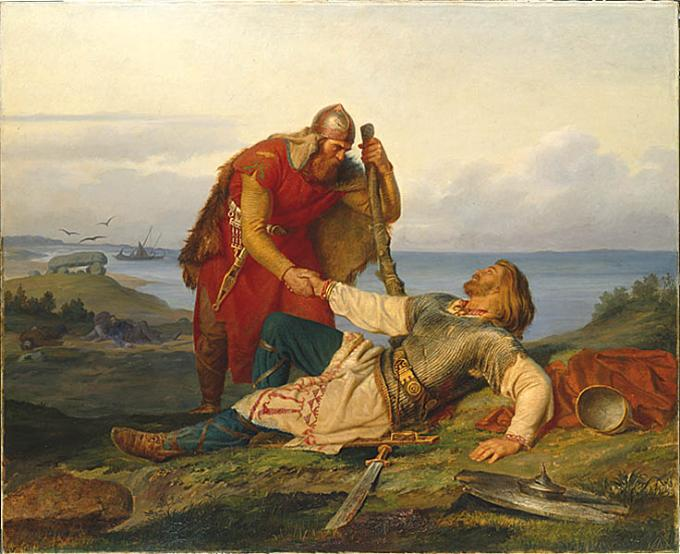
Hjalmars avsked av Orvar Odd efter striden på Samsö 1866
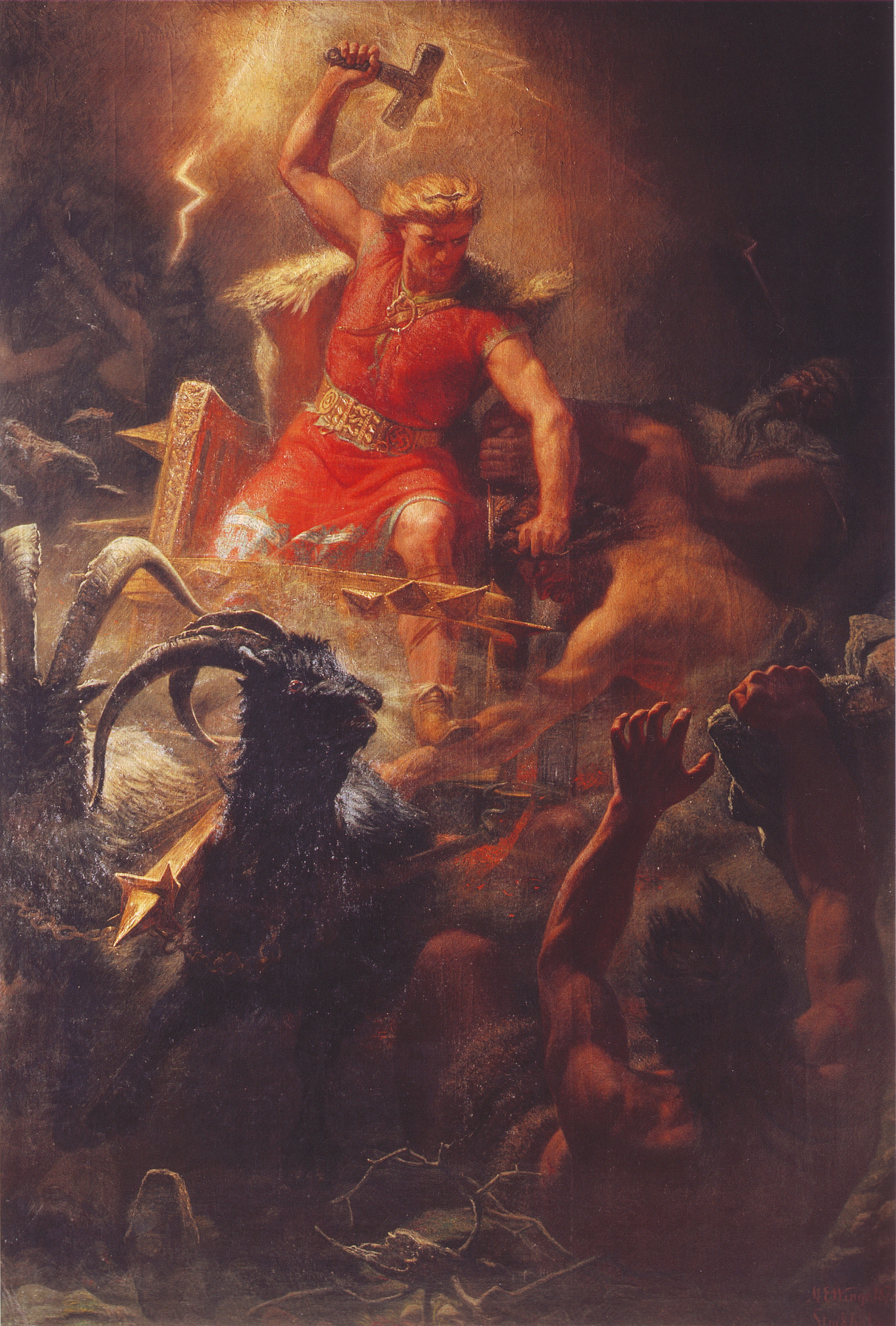
Tors strid med jättarna 1872
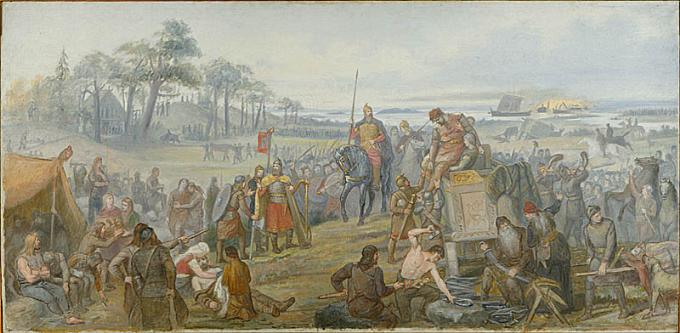
Efter slaget vid Fyrisvall, 1888